# Trichomasthus portoricensis
Trichomasthus portoricensis är en stekelart som först beskrevs av Crawford 1913.  Trichomasthus portoricensis ingår i släktet Trichomasthus och familjen sköldlussteklar. Inga underarter finns listade i Catalogue of Life.